# Lan Kham Deng
Re Lan Kham Deng, il cui titolo ufficiale fu Samdach Brhat-Anya Chao Lamakamadinga (Mueang Sua, 1387 – Mueang Sua, 1428), è stato il terzo sovrano del Regno di Lan Xang, la cui capitale era Mueang Sua (detta anche Xieng Thong), l'odierna Luang Prabang nel Laos settentrionale.
Salì al trono all'età di 30 anni dopo la morte del padre e predecessore Samsenthai nel 1417.
Le cronache che lo menzionano  provengono dagli antichi annali di Lan Xang, di Lanna, di Ayutthaya e di Birmania, che differiscono tra loro. Gli annali di Lan Xang furono tradotti in altre lingue ed interpretati in diversi modi, dando luogo a controversie sull'attendibilità dei riferimenti storici. La principale tra le critiche che determinarono il cambiamento del testo originale, fu dettata dalla convinzione che molti degli avvenimenti storici fossero stati omessi o distorti nell'edizione originale a maggior gloria del regno. Gli avvenimenti e le date relative alla vita di Lan Kham Deng non sono quindi pienamente attendibili.

## Biografia
Nacque nel 1387, secondo figlio di Samsenthai e Bua Then Fa, figlia dell'ex re di Mueang Sua Khamhiao. Venne nominato erede al trono con il titolo di Sen Mueang dal padre e fu preferito al fratellastro maggiore Lue Sai, di cui non si conosce la madre, che sarebbe a sua volta diventato re di Lan Xang nel 1432. Salì al trono nel 1417, ereditando dal padre un regno fiorente e ben organizzato. Fece costruire i templi Wat Both e Wat Suan Tien, che si ipotizza sia stato eretto sopra al luogo dove erano custodite le ceneri del padre.
Gli 11 anni del suo regno furono all'insegna della pace e del benessere; nei due decenni successivi Lan Xang avrebbe attraversato un periodo oscuro in cui si susseguirono nefasti eventi. Protagonista di tali eventi fu la cortigiana Maha Devi, un membro della famiglia reale che acquisì crescente importanza durante il regno di Lan Kham Deng. I suoi intrighi e le lotte che nacquero fra diverse fazioni dell'aristocrazia avrebbero portato all'assassinio di almeno sei sovrani nel giro di 12 anni.
Un altro evento negativo, che 50 anni dopo avrebbe probabilmente contribuito a scatenare una sanguinosa guerra, si verificò nel quarto anno di regno di Lan Kham Deng. Nel 1421, il capo della guerriglia vietnamita Lê Lợi, che nei territori dell'odierno Vietnam settentrionale stava lottando per cacciare gli invasori cinesi della dinastia Ming, chiese rinforzi ai laotiani. Lan Kham Deng assecondò la richiesta, ma le truppe inviate furono però convinte da un altro capo-ribelle, rivale di Le Loi, a schierarsi a fianco dei cinesi. Dopo un lungo periodo di scontri con cinesi e laotiani, alla fine del 1422 Le Loi fu costretto a negoziare la pace e a ritirarsi pacificamente nelle montagne dopo aver pagato pesanti tributi, con la promesa di non riprendere le armi. Nel 1428, Le Loi avrebbe invece portato le proprie truppe a sconfiggere i cinesi diventando il nuovo imperatore del Dai Viet. In quegli anni non vi furono conseguenze ed i rapporti tra le due corti di Mueang Sua e Đông Kinh (l'odierna Hanoi) tornarono normali, ma l'affronto non fu dimenticato e nel 1478 Dai Viet avrebbe invaso Lan Xang.
Lan Kham Deng morì nel 1428 all'età di 41 anni e lasciò il regno al primogenito Phommathat, che fece custodire le ceneri del padre nel Wat Manorom, tuttora esistente a Luang Prabang.

## Genealogia
Lan Kham Deng sposò la regina Keo Pum Fa, che gli diede 3 figli:
1. principe Phommathat, che divenne Rre di Lan Xang alla morte del padre
2. principe Yukhon, che succedette a Phommathath
3. principe Nu Kon, che nel 1441 divenne governatore del principato di Meuang Phuan, nell'odierna Provincia di Xiangkhoang.